# Rue Henry-de-Bournazel
Pour les articles homonymes, voir Bournazel.
La rue Henry-de-Bournazel est une voie du 14e arrondissement de Paris, en France.

## Situation et accès
Elle est située entre la porte de Châtillon et la porte Didot.

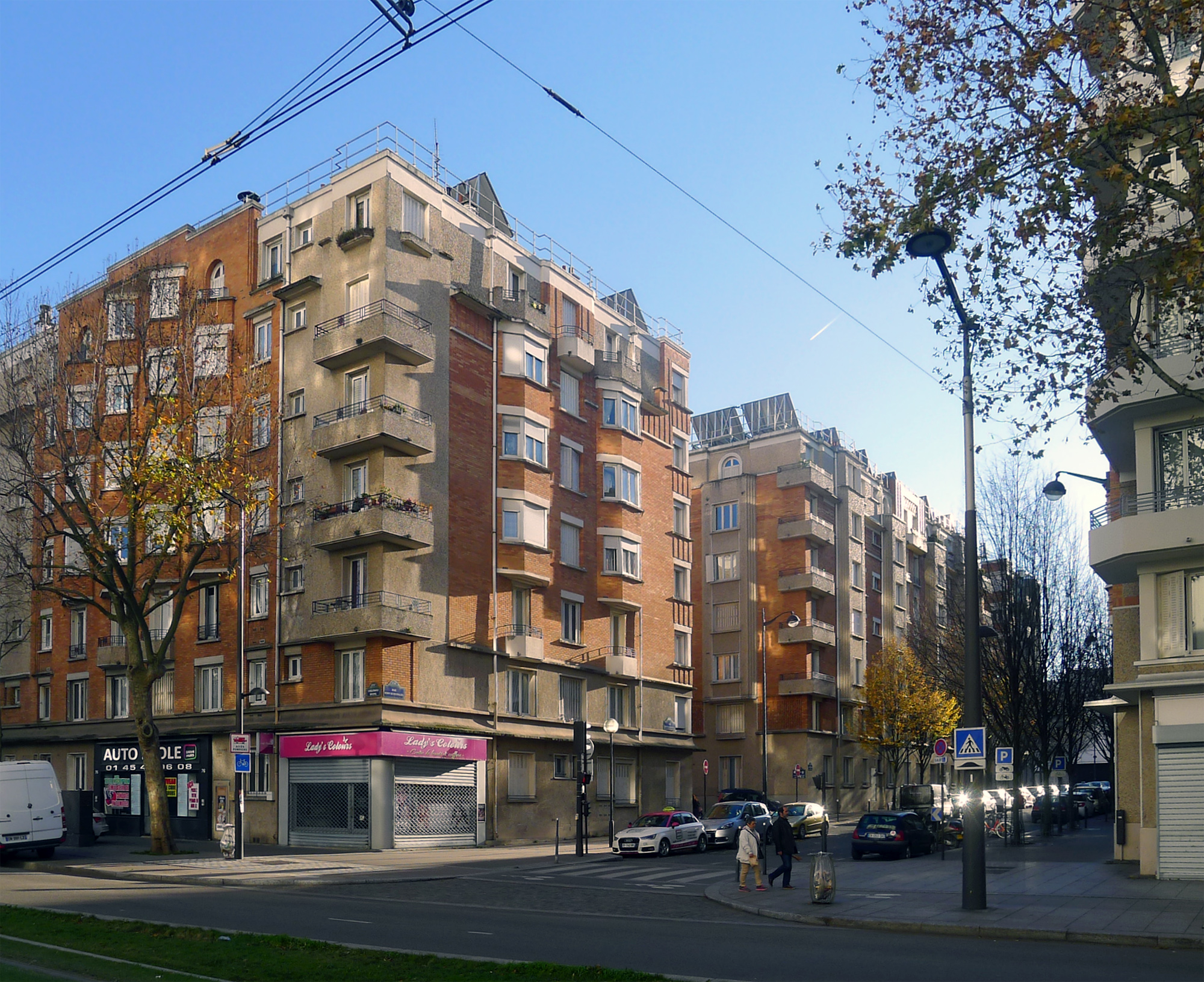
La rue Henry-de-Bournazel vue depuis le boulevard Brune en 2016.
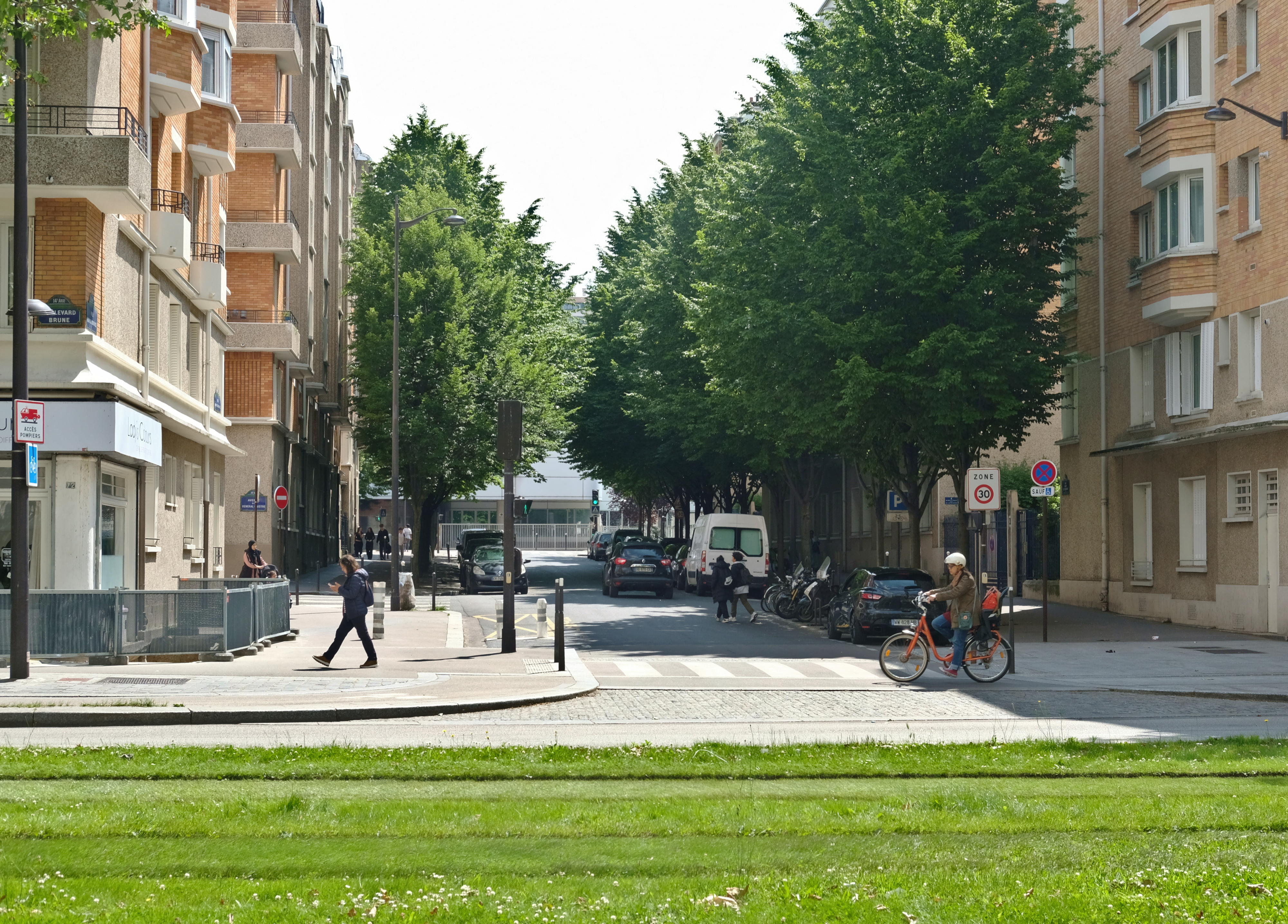
Autre vue de la rue en 2024.

## Origine du nom
La rue porte le nom de Henry de Bournazel, officier français mort au combat au Maroc (1898-1933).

## Historique
La voie a été ouverte et a pris sa dénomination actuelle en 1934 sur l'emplacement du bastion no 78 de l'enceinte de Thiers.

## Bâtiments remarquables et lieux de mémoire
- C'est une petite rue résidentielle, surtout composée de logements sociaux appartenant à l’OPAC de Paris.
- Un seul commerce peut y être vu, celui d'un teinturier-tailleur dont la devanture vert pomme en carreaux cassés est originale.
- À proximité : lycée technique et stade…